# Tipar cu zaț

O presă tipografică plană cu zaț

Tipărirea cu zaț, o formă de tipar înalt, este un procedeu de imprimare a textului și imaginilor folosind o presă tipografică cu caractere mobile a căror suprafață activă este reliefată față de suprafața neutră și a căror direcție și orientare sunt inversate. Pe suprafața activă se aplică cerneală iar apoi este presată într-o coală de hârtie pentru a obține o imagine pozitivă orientată de la stânga la dreapta. Zațul sau compoziția tipografică reprezintă ansamblul caracterelor, de obicei metalice, care compun textul cules și așezat în rânduri și forme de dimensiuni corespunzătoare paginilor ce urmează a fi tipărite. A reprezentat forma standard de tipărire a textului de la inventarea sa de către Johannes Gutenberg la mijlocul secolului al XV-lea până în secolul al XIX-lea și a continuat să fie utilizat pe scară largă pentru cărți și alte întrebuințări până într-a doua jumătate a secolului al XX-lea.
În secolul al XXI-lea, tipărirea cu zaț comercială a fost reînviată de folosirea plăcilor de fotopolimer lavabile aderate la o bază de înălțime apropiată de cea a caracterului, pentru a  produce o suprafață imprimantă reliefată, de obicei din elemente artistice sau tipografice create pe cale digitală.

## Istoric

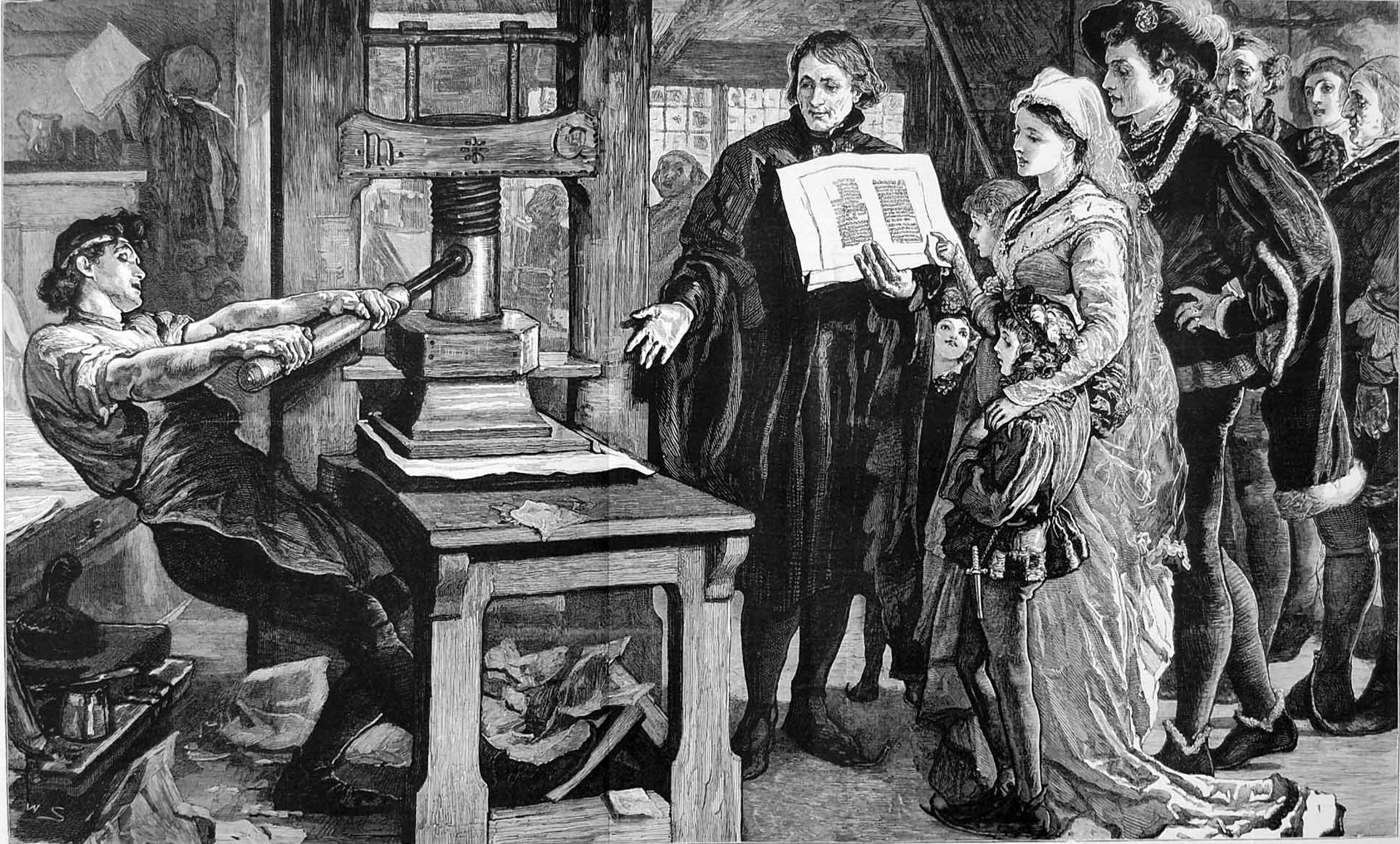
Tipograf acționând o presă cu șurub „stil Gutenberg”

Johannes Gutenberg este cel căruia îi este atribuită inventarea tipăririi moderne cu caractere mobile, matrițate individual și refolosibile, dispuse împreună într-o formă (ramă), în jurul anului 1440. Acesta a inventat de asemenea o presă tipografică de lemn, bazată pe teascul de struguri existent, unde suprafața caracterelor era cerneluită cu mingi de cerneală (un săculeț din piele de oaie umplut cu păr de cal, atașat la un mâner de lemn) iar hârtia era așezată manual, cu atenție, deasupra, apoi glisată sub o suprafață căptușită și fiind aplicată presiune de deasupra cu ajutorul unui șurub de dimensiuni mari. Presele metalice ulterioare au folosit un sistem cu pârghie și articulație în locul șurubului, însă principiul rămânea același. Rolele de cerneală cu văl de clei au accelerat procesul cerneluirii și au deschis calea pentru continuarea automatizării.
Odată cu ivirea mecanizării industriale, aplicarea cernelei era efectuată de role care treceau pe suprafața zațului, mutându-se apoi pe un platou de cerneală separat de unde prelevau un strat de cerneală proaspăt pentru foaia următoare. Între timp, o foaie de hârtie era glisată pe un tighel cu balamale (a se vedea imaginea) care era apoi presat rapid pe zaț și basculat iarăși înapoi pentru îndepărtatea hârtiei și inserarea următoarei foi (pe durata cărei operații rolele acum proaspăt cerneluite treceau din nou peste zaț). Prese complet automatizate, din secolul al XX-lea, precum Kluge și Tighelul Heidelberg, încorporau un sistem pneumatic de alimentare și eliminare a hârtiei.